# Vilmos Sebők
Vilmos Sebők (Budapest, 13 giugno 1973) è un allenatore di calcio ed ex calciatore ungherese, di ruolo difensore.

## Caratteristiche tecniche
Era un difensore centrale.

## Carriera

### Club
Dopo aver giocato nelle giovanili di Ferencváros e Szent István SZKI nella stagione 1990-1991 viene aggregato alla prima squadra dell'Újpest senza esordire. Nella stagione seguente passa al Tatabánya dove riesce a collezionare le prime presenze. La società retrocede e Sebők rimane anche in seconda divisione dove trova più spazio. Nel 1993 rientra all'Újpest che lo cede nuovamente ad una società di seconda divisione che lo schiera 11 volte. Nel 1995 si trasferisce nuovamente al Tatabánya: gioca la prima parte della stagione prima di ritornare nuovamente con i Lilák. La stagione 1995-1996 è la sua prima da titolare (20 presenze e 1 rete). Nell'annata seguente conquista definitivamente il posto da titolare al centro della difesa e nel 1998 conquista il suo primo titolo ungherese. Ormai noto anche nel calcio internazionale, nel gennaio del 1999 gli inglesi del Bristol City lo acquistano. In First Division il difensore ungherese totalizza una dozzina di presenze ma non riesce ad evitare la retrocessione della squadra a fine stagione. Rimasto anche in Second Division, nel gennaio del 2000 si trasferisce nel Waldhof Mannheim, in seconda divisione: le sue prestazioni gli valgono il passaggio all'Energie Cottbus neo promosso in Bundesliga. Dopo tre stagioni a Cottbus fa una breve esperienza nella massima divisione israeliana prima di ritornare in patria al Zalaegerszegi. Dal 2007 passa al Diósgyőri, società di prima divisione ungherese con la quale rimane fino al 2009. Chiude la carriera in una squadra austriaca.

### Nazionale
Il 10 aprile del 1996, a 22 anni, esordisce in Nazionale contro la Croazia (4-1). Qualche mese più tardi partecipa alle Olimpiadi di Atlanta dove l'Ungheria, inserita nel girone D assieme a Brasile, Nigeria e Giappone perde tutti e tre gli incontri. Sebők gioca solamente contro Nigeria (1-0) e Brasile (3-1) che nelle settimane seguenti arriveranno rispettivamente al primo e al terzo posto del torneo.
In dieci anni totalizza 52 incontri e 9 reti con la Nazionale magiara. In particolare il 27 marzo del 1999 si rende protagonista di una tripletta contro il Liechtenstein (5-0), sfida valida per le qualificazioni al campionato europeo di calcio 2000.

## Palmarès

### Club

#### Competizioni nazionali
- Nemzeti Bajnokság I: 1

Újpest: 1997-1998